# St. Servatius (Winterscheid)
Die Pfarrkirche St. Servatius ist eine römisch-katholische Kirche im Ortsteil Winterscheid der Gemeinde Ruppichteroth im Rhein-Sieg-Kreis. Ursprünglicher Kirchenpatron war der heilige Sebastian, der jedoch im 18. Jahrhundert allmählich von Servatius verdrängt wurde.

## Baugeschichte

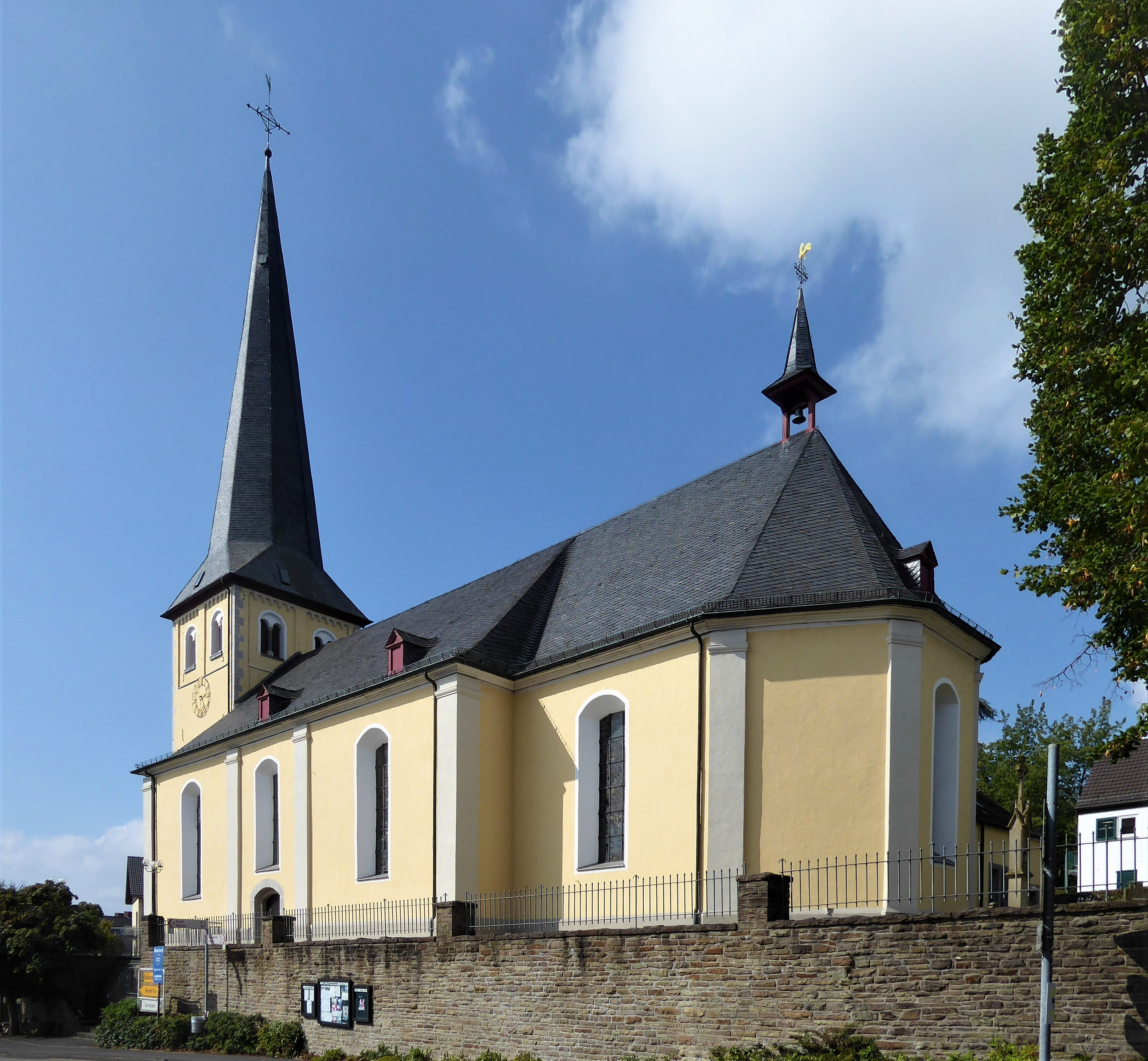
Ansicht von Südosten

Der romanische Turm der Pfarrkirche St. Servatius erhebt sich weithin sichtbar beim höchsten Punkt des Ortes. Die Existenz dieser Kirche ist spätestens mit einer päpstlichen Urkunde aus dem Jahre 1131 nachgewiesen, der bestehende Turm wird dem 12. Jahrhundert zugeschrieben.
Vermutlich um die Zeit des beginnenden 16. Jahrhunderts wurde das ursprünglich einschiffige, ca. 18 × 5 m messende romanische Langhaus um zwei rund 2,50 m breite, aber deutlich niedrigere Seitenschiffe ergänzt, die vom Hauptschiff durch eine Säulenreihe abgegrenzt waren. Infolge des Dreißigjährigen Krieges dürfte die Kirche soweit verfallen gewesen sein, dass von 1676 bis 1685 umfangreiche Sicherungs- bzw. Neubauarbeiten notwendig waren.
Ab 1765 erfolgte wiederum eine Neugestaltung der Kirche, die mit dem Abbruch des Ostteiles des Langhauses und seiner Verlängerung um 13 m begann. Dabei wurde auf Veranlassung und mit eigenen Mitteln des damaligen Pastors Johann Bertram Glasmacher († 5. Juni 1768) im Bereich des Chores eine Familiengruft mit sieben Grabnischen angelegt, in der er selbst, seine Mutter und der 1789 verstorbene Winterscheider Frühmesser Johannes Peter Sturm ihre letzte Ruhestatt fanden. Das Langhaus in seiner heutigen Form stellte man 1781 fertig. Schließlich wurden die westlichen Teile der Kirche um den Turm auf den alten Fundamenten neu errichtet, was 1785 abgeschlossen werden konnte.
Während dieser Bauphase richtete man auch die alte, teilweise eingestürzte Kirchhofmauer her und ergänzte sie 1772 um sieben steinerne „Fußfälle Jesu“, von denen heute noch drei an der Nordwestseite der Kirche erhalten sind.
1832 erhielt die Kirche eine Galerie und eine – gebrauchte – Orgel, die 1864 erweitert wurde.
Der Kölner Maler Johannes Greferath malte 1929 den Innenraum aus, Mitte der 1970er Jahre entstand der Neubau einer Sakristei an der Nordostecke des Kirchenbaus.
1973 wurden einige noch vorhandene historische Grabkreuze aus dem 17. und 18. Jahrhundert wieder auf dem die Kirche umgebenden Gelände aufgestellt. Hier befindet sich auch eine kleine Lourdes-Grotte.
Im Jahre 1981 wurde der Bau vollständig restauriert.
Die Kirche steht mit dem sie umgebenden Kirchhof und der Einfriedung seit 1985 unter Denkmalschutz und ist unter der lfd. Nr. 20 in die Baudenkmalliste der Gemeinde Ruppichteroth eingetragen.

## Geläut
Das Geläut der Kirche besteht aus drei Glocken, deren kleinste und älteste, „Marienglocke“ genannt, aus dem Jahre 1677 stammt und noch dem heiligen Sebastian geweiht ist. Sie wurde von Gottfried Hellwig aus Wipperfürth gegossen. Sie misst 100 cm im Durchmesser und wiegt 658 kg. Die mittelgroße Glocke, genannt „St. Sebastianusglocke“, wurde 1880 aus einer ebenfalls von 1677 stammenden Vorgängerin durch Christian Claren in Sieglar neu gegossen. Sie misst 116 cm im Durchmesser bei einem Gewicht von 930 kg. Claren schuf 1888 auch die dritte Glocke, die „St. Servatiusglocke“ (130 cm, 1340 kg). Anlass war das fünfzigjährige Priesterjubiläum des Dechanten und Pfarrers Heinrich Joseph Oberdörffer. 1942 wurden die drei Glocken zwar abgenommen, entgingen aber dem Schicksal vieler Kirchenglocken, zu Rüstungszwecken eingeschmolzen zu werden. Nach dem Krieg kehrten sie an ihren alten Platz zurück, sie stehen inzwischen unter Denkmalschutz.
Die Schlagtöne der Glocken sind „g“, „f“ und „es“. Ein Glockensachverständiger bescheinigte dem Winterscheider Geläute 1979 eine gewisse Eigenwilligkeit, es habe „eine ganz persönliche Note“, das Pater-noster-Motiv sei aber deutlich zu vernehmen.

## Ausstattung
Die Ausstattung der Kirche im Zopfstil ist als schlicht ländlich anzusprechen. Gleichwohl enthält sie einige sehenswerte Ausstattungsstücke:
- Im Bereich des westlichen Ausgangs steht ein dem 12. oder 13. Jahrhundert zugeschriebener Taufstein als Zeuge des romanischen Ursprungs der Kirche.

- Der barocke Hochaltar wurde 1766 von Pfarrer Glasmacher bei Meister Bollinger in Siegburg in Auftrag gegeben, ebenso die an den Durchgängen zur Sakristei stehenden Figuren der Mutter Gottes und des heiligen Josef mit ihren Strahlenkränzen. Ältere Nebenaltäre befinden sich an den östlichen Enden der Seitenschiffe, und zwar ein Marienaltar im nördlichen und ein dem heiligen Josef geweihter im südlichen Schiff.

- Ebenfalls im Jahr 1766 wurde der Siegburger Bildhauer J. A. Klüppel mit der Herstellung der Skulpturen von Johannes dem Täufer und des Heiligen Nepomuk, die an der Nord- und Südwand des Baus stehen, sowie von vier Holzfiguren der Evangelisten betraut.

- Der heilige Michael auf der Haube der Kanzel, deren Schöpfer nicht bekannt ist, stammt aus dem Jahre 1805 und wurde von dem Schreiner und Bildhauer Peter Richarz aus Winterscheiderbröl gefertigt, der auch die Wendelinuskapelle gestiftet hat.

- Der im Turmdurchgang stehende barocke Maria-Hilf-Altar von 1882 ist ein Geschenk des Patronatsherrn Felix Graf Droste zu Vischering von Nesselrode-Reichenstein.

- Am 14. März 1982 wurde die 150 Jahre vorher bei der Orgelbaufirma Roetzel in Alpe gebraucht erworbene Orgel nach aufwändiger Renovierung durch die Firma Seifert aus Kevelaer, die fast einem Neubau glich, neu geweiht.

Die farbliche Innenraumgestaltung von 1929 ist heute nicht mehr vorhanden.

## Herrschaft
Die bereits erwähnte Urkunde aus dem Jahr 1131 bestätigte dem Bonner Stift St. Cassius und Florentius einen Teilbesitz der Kirche in Winterscheid. Der Inhaber des anderen Teils ist nicht bekannt.
Spätestens seit Mitte des 14. Jahrhunderts übten die Burggrafen von Drachenfels und die Herren von Stein das Patronat sowie die Kollatur über die Winterscheider Kirche aus. Ab 1530 folgten die Herren zu Myllendonk und – seit der zweiten Hälfte des 16. Jahrhunderts alleine – die Herren von Nesselrode. Erst um 1980 gab der Graf von Nesselrode das Patronats- und Kollationsrecht endgültig auf.